# Continua (singolo)
Continua è un singolo della cantautrice Dolcenera, pubblicato nel 2005 dall'etichetta discografica Amarena Music. Il brano è il secondo estratto dall'album Un mondo perfetto ed è stato presentato con uno showcase piano e voce a Milano il 7 ottobre 2005.
Il singolo contiene anche due video: il primo è la versione integrale ed inedita del precedente singolo Mai più noi due, mentre il secondo video bonus è l'esibizione live di Dolcenera nel brano America di Gianna Nannini, avvenuta il 21 agosto 2005 al Friendly Versilia Mardi Gras.

## Tracce
1. Continua (Dolcenera)
2. Mai più noi due (Dolcenera) – Video
3. America (Gianna Nannini, Mauro Paoluzzi) – Video live

## Videoclip
Il videoclip del brano, diretto dal regista Giangi Magnoni, vede come duplice protagonista la stessa Dolcenera. La cantante interpreta infatti due donne diverse, in contrasto tra loro soprattutto per il colore dei loro abiti, nero in un caso e bianco nell'altro. La protagonista con l'abito bianco ha inoltre gli occhi bendati.
Le due donne camminano, superando vari ostacoli lungo il loro percorso, fino ad incontrarsi all'interno di un bosco nel quale la donna vestita con l'abito nero toglie la benda alla donna vestita di bianco.

## Classifiche
| Classifica (2005) | Posizione massima |
| ----------------- | ----------------- |
| Italia            | 18                |

## Musicisti
- Dolcenera: voce, pianoforte, organo Hammond, Rhodes
- Roberto Gualdi: batteria
- Carmelo Isgrò: basso
- Lucio Fabbri: chitarre, Arp 2600